# Konfucije
Konfucije, Konfučije ili Kung Fu Ce (kineski: 孔夫子, doslovno značenje: Učitelj Kung, latinski: Confucius, 28. rujna 551. pr. Kr. – 4. ožujka 479. pr. Kr.) je kineski filozof i socijalni reformator čija su učenja bila i ostala vrlo značajna širom Istočne Azije. Bio je jedan od prvih privatnih učitelja u kineskoj povijesti. Najznačajniji je njegov etički sustav vrijednosti, koji je bio temelj kineske državnosti i socijalne misli tijekom cijelog feudalnog razdoblja. Razvojem feudalizma tijekom Han dinastije u Kini njegova je filozofija instrumentalizirana u cilju učvršćivanja carske vlasti.

## Ime
U Kini Konfucije se obično naziva: Učitelj Kung (孔子, pin-jin: Kǒng Zǐ, hrvatski: Kung C’; ili 孔夫子, pin-jin: Kǒng Fū Zǐ, hrvatski: Kung Fu C’).
Njegovo je prezime bilo Kung (孔, pin-jin: Kǒng), a prvo ime Ćiju (丘, pin-jin: Qiū, bukv. breg), a nadimak Džung-ni (仲尼, pin-jin: Zhòngní).
Neka od Konfucijevih postumnih imena su: Vrhovni učitelj i mudrac (至聖先師, pin-jin: Zhìshèng xiānshī), Gospodar propagator kulture, vrhovni mudrac i veliki ostvaritelj (大成至聖文宣王, pin-jin: Dàchéng zhìshèng wénxuān wáng) i Uzorni učitelj deset tisuća generacija (万世师表, pin-jin: Wànshì shībiǎo)
Hrvatska transkripcija Konfučije ili Konfucije potječe od latinske transkripcije Confucius kako su njegovo ime preveli jezuiti u 16. stoljeću.

## Životopis
Prema tradicionalnom vjerovanju, Konfucije je rođen 28. rujna 551. godine prije Krista, u mjestu Ći-fu (曲阜, pin-jin: Qūfù) u državi Lu (鲁, pin-jin: Lǔ), u današnjoj provinciji Šan-dung.
Konfucijev otac, general Šu-lijang H’ (叔梁纥, pin-jin: Shūliáng Hé) bio je porijeklom iz plemićke obitelji države Sung, koja se po padu države Sung u vrijeme Konfucijevog oca preselila u državu Lu. General Šu-lijang je imao 66 godina kada se Konfucije rodio, a njegova majka samo petnaest. Ovaj brak nije bio u skladu s ritualnim propisima tog vremena, po kojima muškarac stariji od 63 godine nije više smio stupiti u brak. Kada mu je otac umro, Konfuciju su bile samo tri godine i samohrana majka ga je odgajala u siromaštvu.
Konfucije je u devetnaestoj godini oženio Guan-š’ (亓官氏, pin-jin: Qí Guānshì) i dobio sina kome je dao ime Li (鲤, pin-jin: Lǐ, bukv. šaran) a nadimak Bo-ji (伯鱼, pin-jin: Bóyú). Radio je kao činovnik u državi Lu, kao nadzornik kraljevskog blaga i kao nadzornik skladišta kraljevske robe, a proveo je neko vrijeme i na mjestu ministra pravde, tj. vrhovnog suca države Lu.
Mjesto ministra napustio je zbog neslaganja s vladarom, i zbog toga kasnije nije mogao ponovo napredovati u državnoj službi. U pedesetoj godini, zbog dvorskih spletki napušta u potpunosti državnu službu i kreće na putovanje po kineskim državama, podučavajući i obične ljude i vladare.
Pred kraj života, vratio se u državu Lu, gdje je nastavio podučavati mnogobrojne učenike. Umro je u 73. godini, 4. ožujka 479. godine prije Krista.

## Učenje
U Kazivanjima (Lun-ji ili Konfucionističko štivo), zbirci aforizama Konfucija i njegovih učenika, Konfucije kaže za sebe da je samo prenositelj i ponovni tumač starih znanja. U vremenu raspada robovlasničkog društva, mnogobrojnih ratova i stvaranja feudalizma u Kini, on je kao svoju dužnost vidio oživljavanje starih društvenih i moralnih vrijednosti. Ipak, on se ne može smatrati konzervativnim učiteljem, jer je u svojim tumačenjima starih spisa često donosio i vlastite nove zamisli o politici i moralu.
Također, iako se Kinezi često pridržavaju konfucijevskih običaja na religijski način, konfucijanizam se ne smatra religijom jer se skoro uopće ne dotiče teoloških i duhovnih pitanja (o Bogu, zagrobnom životu i slično).

### Etika
Konfucionistička etika je strogo racionalna, jasna i beskompromisna u pogledu razlike legaliteta i moraliteta radnje. Direktna je preteča Kantovog kategoričkog imperativa i sadrži istu maksimu u svom temelju. Zasniva se na tri koncepta: rituala, ispravnosti i čovjekoljublja.
Po Konfuciju, suština svakog čovjeka je čovjekoljublje odnosno žen ili zen (仁, pin-jin: rén). Ono je materijalna suština čovjekovih dužnosti prema drugima i izražava se preko savjesnosti prema drugima, odanosti (忠, pin-jin: zhōng, džung) ili preko altruizma, obzirnosti (恕, pin-jin: shù, šu). Jedino čovjek koji se pridržava čovekoljublja može pravilno i u potpunosti obavljati svoje dužnosti prema drugima.
Aksiom savjesnosti prema drugima glasi: Ako želiš sebe uzdignuti, uzdigni druge (己欲立, 而立人, pin-jin: Jǐ yù lì, ér lì rén; Lun-ji 6:30). Aksiom altruizma glasi: Ne čini drugome ono što ne želiš sebi (己所不欲, 勿施于人, pin-jin: Jǐ suǒ bú yù, wù shī yú rén; Lun-ji 2:2). Ova dva načela su u Kini poznata kao načelo primjenjivanja aršina, gdje čovjek koristi sebe kao jedino mjerilo za reguliranje vlastitog ponašanja.
Najbolji je i najmoralniji čovjek onaj koji djela iz čovjekoljublja, na temelju ispravnosti (义, pin-jin: yì, ji). Moralno ispravan (po Kantu: moralan) postupak je onaj koji je učinjen zbog čiste moralnosti i dužnosti, kao jedinog motiva. Svaki drugi postupak, koji je učinjen iz koristi (利, pin-jin: lì, li) može vrijednosno biti određen kao dobar ili kao loš ali nije u suštini moralan (po Kantu: postupak u skladu s dužnošću, ali ne radi nje same naziva se legalnim). Konfucije je rekao: Plemeniti čovek razumije ispravnost, mali čovek razumije korist (君子喻于义, 小人喻于利, pin-jin: Jūnzǐ yù yú yì, xiǎorén yù yú lì; Lun-ji 4:16).
Rituali (礼, pin-jin: lǐ, li) su materijalni izraz, odnosno pojavni vid čovjekoljublja. Iako se njegova manifestacija ograničava ritualima, čovjekoljublje ne odbacuje rituale, već traži odgovarajući način da se iskaže. Prakticiranje rituala ima transformativno djelovanje kako na pojedinca, tako i na zajednicu, pridonoseći stvaranju harmonije (he.) 
Konfucije naglašava važnost samokultiviranja, koje se temelji na učenju, reflektiranju, samopropitivanju te prakticiranju ritualnog djelovanju. Izgradnja ličnosti počiva na učenju, tj. izučavanju starih tekstova, kao što su Knjiga pjesama, Knjiga mijena itd. Također, riječ je i o učenju „šest umijeća” (obredi, glazba, streljaštvo, vožnja kola, kaligrafija i matematika). 
Kao krajnji cilj samokultiviranja Konfucije postavlja ideal nedjelovanja, epistemološko-etičko postignuće u kojem "kultivirana osoba automatski, bez susprezanja, unutarnjih sukoba, odmjeravanja i vaganja čini ono što je moralno ispravno, prilagođavajući se konkretnim okolnostima te time stvarajući sklad u odnosu spram drugoga. Stadij nedjelovanja tako očituje ironičan obrat, naime napornim „klesanjem” vlastite (afektivne i voljne) prirode, čovjek se na kraju vraća prirodnomu djelovanju, koje je u skladu s kozmičkim poretkom."

### Politika
Konfucijeva politička misao temelji se na njegovoj etici i ideji o društvenim odnosima.
Konfucije je društvene odnose sveo na pet glavnih, pod koje se mogu povesti i svi drugi: odnos vladara i podanika, oca i sina, muža i žene, starijeg i mlađeg brata i odnos između prijatelja. Prva četiri odnosa karakteriziraju pravednost i dobronamjernost u upravljanju, iskrenost i ispravnost u ponašanju; odnos među prijateljima treba karakterizirati međusobno unaprijeđivanje u vrlini. Stoga je vrlo važan utjecaj i primjer vladara.
U skladu s ovim, reinterpretiran je i odnos prema mandatu Neba, odnosno porijeklu i suštini carske vlasti. Konfucije je podržavao ideju carskog apsolutizma, ali je uveo i razna formalna ograničenja vladarevoj samovolji. Između ostalog, smatrao je da u okviru poštovanja nadređenog, podređeni ima obavezu ga posavjetovati, ako ovaj ne radi pravilno.
Konfucijev učenik Mencije je iz ove misli izveo svoju političku teoriju prema kojoj vladar koji se ne ponaša kako priliči njegovom položaju može izgubiti mandat Neba i biti zbačen s prijestolja. Na taj način je opravdano ubojstvo tiranina i pružen je formalni legitimitet smjeni dinastija.
Konfucionizam je, kao integralni dio kineske misli, inkorporiran u suvremeni socijalizam s kineskim karakteristikama.

## Djela
Prema predaji, Konfucije se smatra autorom ili komentatorom šest klasičnih djela konfucijske književnosti. To su:
- Knjiga promjena (Jijing), zbirka magičnih formula i tumačenja
- Knjiga pjesama (Shijing)
- Knjiga povijesti (Shujing)
- Knjiga obreda (Lijing)
- Knjiga glazbe (Yuejing)
- Anali proljeća i jeseni' (Chungiu), ljetopis države Lu za razdoblje od 722. do 481. pr. Kr.

Danas istraživači smatraju da Konfucije osobno nije sudjelovao u pisanju ili komentiranju nijednog od navedenih djela.
Vrlo je značajna i zbirka Kazivanja Konfucija (论语, pin-jin: Lùnyǔ, Lun-ji) koja se sastoji od aforizama koje su ostavili Konfucije i njegovi učenici.

## Konfucijevi učenici
Konfucijevu misao nastavili su širiti i dorađivati njegovi direktni učenici i potomci. Najznačajniji među njima su: Konfucijev unuk C’-s’ (子思, pin-jin: Zǐsī), Mencije (孟子, pin-jin: Mèng Zǐ, Meng C’), Sjin C’ (荀子, pin-jin: Xún Zǐ) i Jen Hui (颜回, pin-jin: Yán Huí).

## Konfucijevi potomci
Konfucijevi potomci su tokom cijelog dinastijskog vremena bili priznavani i dobivali su posebne počasti i titule od vladara. Posebna titula vojvode vrhunske svijetosti (衍圣公, pin-jin: Yǎnshèng gōng, Jen-šeng gung) davana je najstarijem članu svake generacije. Sadašnji najstariji izravni Konfučijev potomak je Kung D’-čeng (孔德成, pin-jin: Kǒng Déchéng), 77. generacija, rođen 1920. godine, profesor na Narodnom Sveučilištu na Tajvanu. Kung D’-čeng preminuo je u listopadu 2008. godine.

## Vanjske poveznice
Mrežna mjesta
- Konfučije - citati i izreke, www.duhovnaizgradnja.com (srp.)
- www.confucius.org, višejezična stranica o Konfuciju
- Obitelj Kung (na kineskom)
- Konfucijevi citati.
- Slike slavlja konfucijevog rođendana - Hram u Taipeiu  Arhivirana inačica izvorne stranice od 18. lipnja 2006. (Wayback Machine)